# 訃報 2011年9月
訃報 2011年9月（ふほう 2011ねん9がつ）では、2011年9月に物故した、又は物故が報じられた人物についてまとめる。

## 1日 - 15日

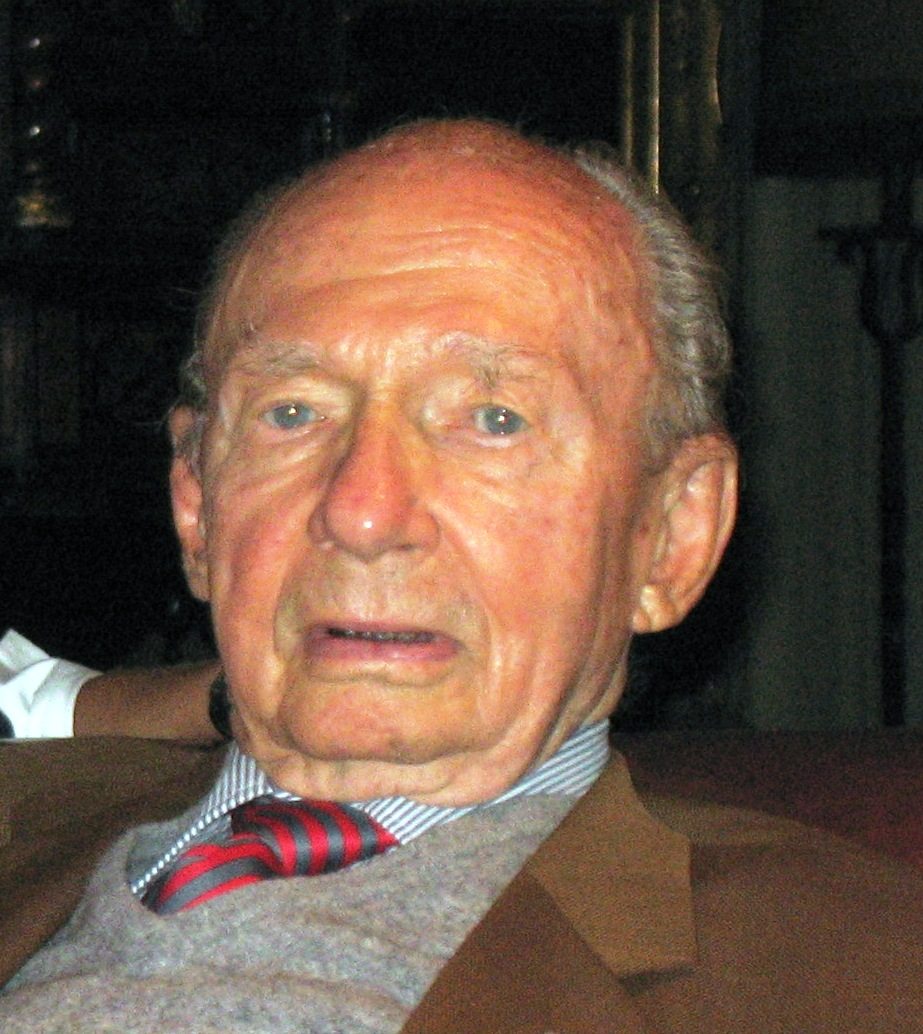
フェリックス・ハプスブルク＝ロートリンゲン／9月6日没

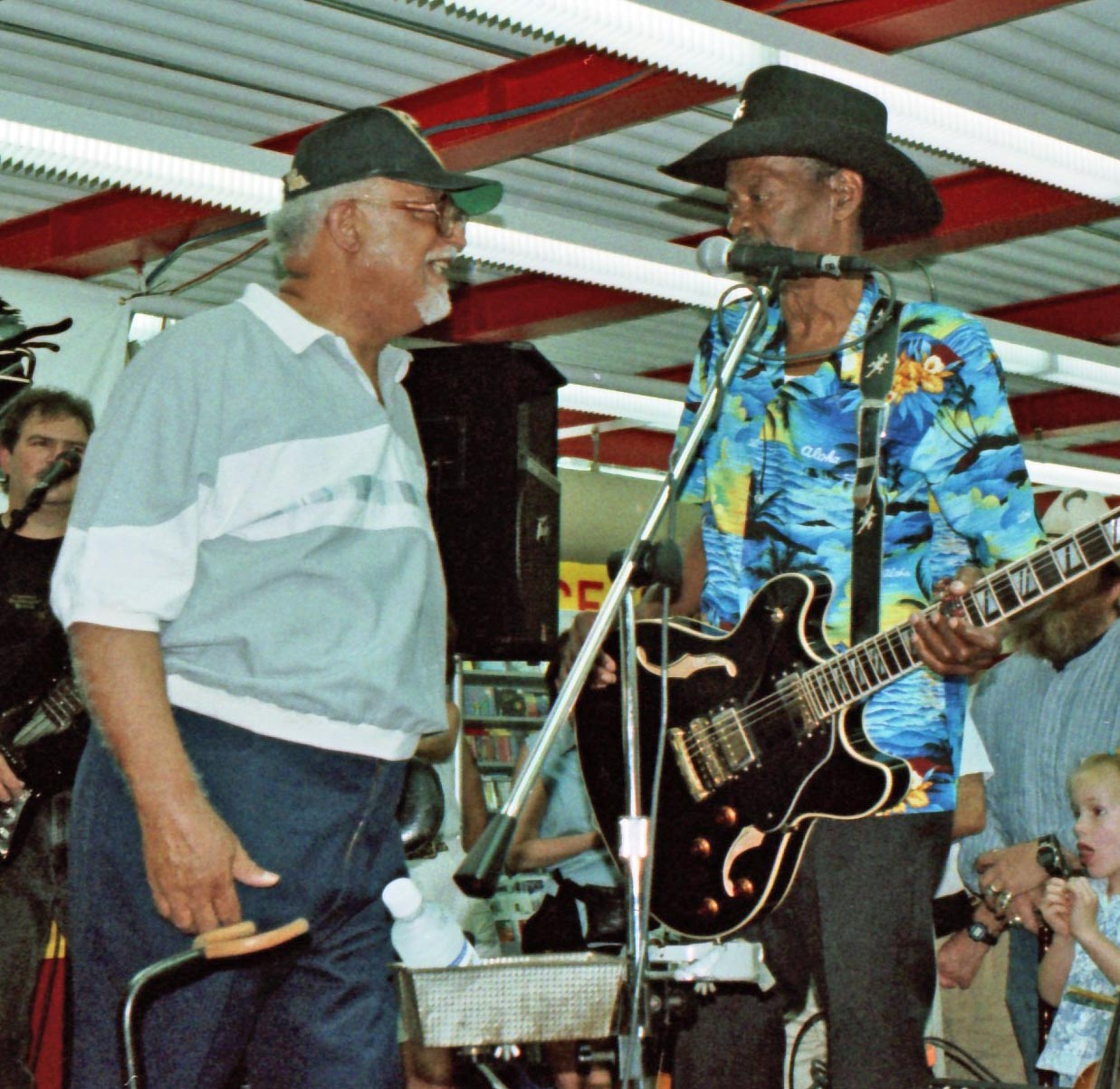
ワーデル・カゼア（左）／9月6日没

マイケル・S・ハート／9月6日没

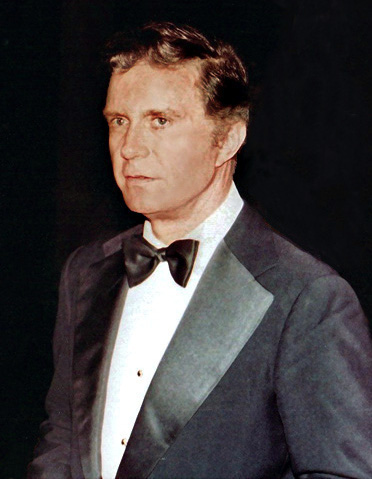
クリフ・ロバートソン／9月10日没

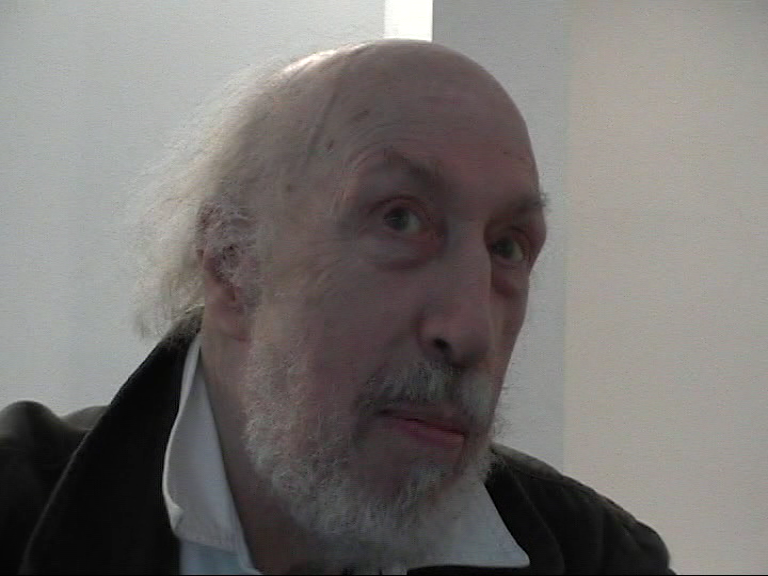
リチャード・ハミルトン／9月13日没

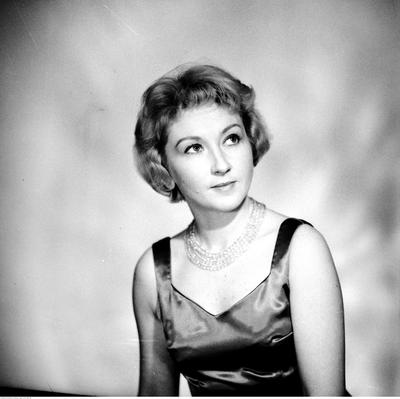
レギナ・スメンジャンカ／9月15日没

- 9月1日 - 大場啓二、日本の政治家、元東京都世田谷区長（* 1923年）[1]
- 9月2日 - 吉國一郎、日本の官僚、元内閣法制局長官、第9代日本野球機構コミッショナー（* 1916年）[2]
- 9月3日 - ケピロ・シャーンドル（Képíró Sándor[3]）、ハンガリーの元軍人（* 1914年）[4]
- 9月4日 - 野嵜民夫、日本の実業家、テレビ愛知相談役・前副社長（* 1947年?）[5]
- 9月4日 - コン・ヒロシ、日本の漫画家（* 1930年?）[6]
- 9月5日 - 本吉敏男、日本の実業家、元婦人画報社社長（* 1924年?）[7]
- 9月5日 - 柴野たいぞう（柴野多伊三）、日本の政治家、実業家、元衆議院議員（* 1951年）[8]
- 9月5日 - サルヴァトーレ・リチートラ 、スイス出身のイタリアのテノール歌手（* 1968年）[9]
- 9月6日 - フェリックス・ハプスブルク＝ロートリンゲン、オーストリア・ハンガリー帝国の王族（旧統治者家門）ハプスブルク＝ロートリンゲン家の一員（* 1916年）[10]
- 9月6日 - ワーデル・カゼア、アメリカ合衆国のミュージシャン、音楽プロデューサー（* 1930年）[11]
- 9月6日 - マイケル・S・ハート、アメリカ合衆国の発明家・著作家、プロジェクト・グーテンベルク創始者（* 1947年）[12]
- 9月6日 - 真田雅則、日本の元サッカー選手、サッカー指導者【清水エスパルス】（* 1968年）[13]
- 9月6日 - リトル・トーキョー (赤羽茂)、日本のプロレスラー。元NWAミゼット級王者（* 1941年）[14]
- 9月7日 - 山本丈晴、日本の作曲家・ギタリスト（* 1925年）[15]
- 9月7日 - 金森トシエ、日本のジャーナリスト（* 1925年）[16]
- 9月7日 - 湯木博恵、日本の元バドミントン選手（* 1948年）[17]
- 9月7日 - 張孝祚（朝鮮語版）、大韓民国の元サムスン・ライオンズの選手 （* 1956年）[18]
- 9月8日 - ヴォー・チ・コン、ベトナムの政治家、第2代ベトナム社会主義共和国国家評議会議長【同国元首としては3代目】（* 1912年）[19]
- 9月9日 - 久万俊二郎、日本の実業家、阪神電気鉄道元社長、阪神タイガース元オーナー（* 1921年）[20]
- 9月9日 - 柳家さん助 (2代目)、日本の落語家（* 1926年）[21]
- 9月9日 - 高井真理子、日本の元アナウンサー【日本放送協会所属】、NPO法人代表者（* 1968年）[22]
- 9月10日 - クリフ・ロバートソン、アメリカ合衆国の俳優（* 1923年）[23]
- 9月10日 - サビーノ・アウグスト・モンタナーロ（Sabino Augusto Montanaro）パラグアイの元政治家、アルフレド・ストロエスネル政権下の内相（* 1922年）[24]
- 9月10日 - 杉山好、日本のドイツ文学者、東京大学名誉教授（* 1928年）[25]
- 9月11日 - 河野徳男、日本の実業家、日本バレーボール協会副会長（* 1925年?）[26]
- 9月11日 - 川上秀光、日本の都市工学者（* 1929年）[27]
- 9月13日 - リチャード・ハミルトン、イギリスの画家（* 1922年）[28]
- 9月13日 - 岩田昭弘、日本のお笑い芸人（* 1943年）[29]
- 9月14日 - 大多田唯雄、日本の実業家、読売新聞東京本社ラジオ・テレビ推進本部・部長待遇（* 1915年?）[30]
- 9月14日 - 遠藤登、日本の政治家、元社会民主党衆議院議員、元山形県天童市長（* 1929年）[31]
- 9月15日 - レギナ・スメンジャンカ、ポーランドのピアニスト（* 1924年）[32]
- 9月15日 - 和達三樹、日本の物理学者、東京理科大学教授（* 1945年）[33]

## 16日 - 30日

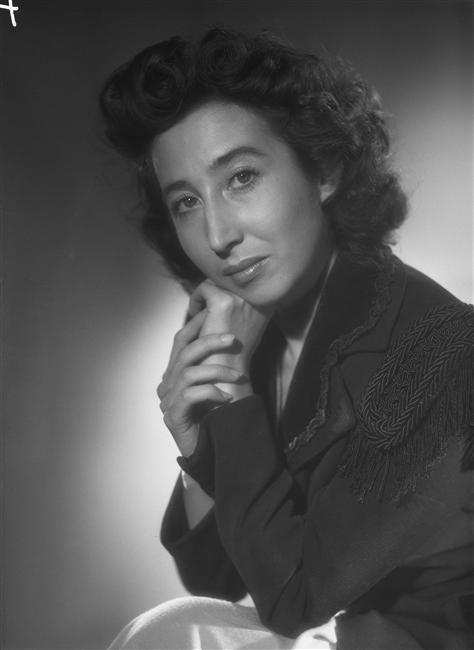
コラ・ヴォケール／9月17日没

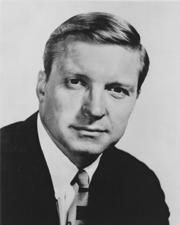
チャールズ・パーシー／9月17日没

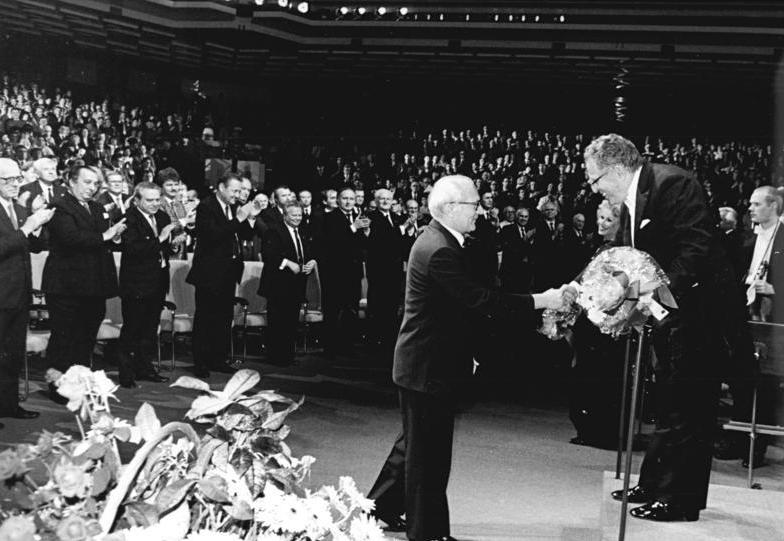
クルト・ザンデルリング（右）／9月17日没

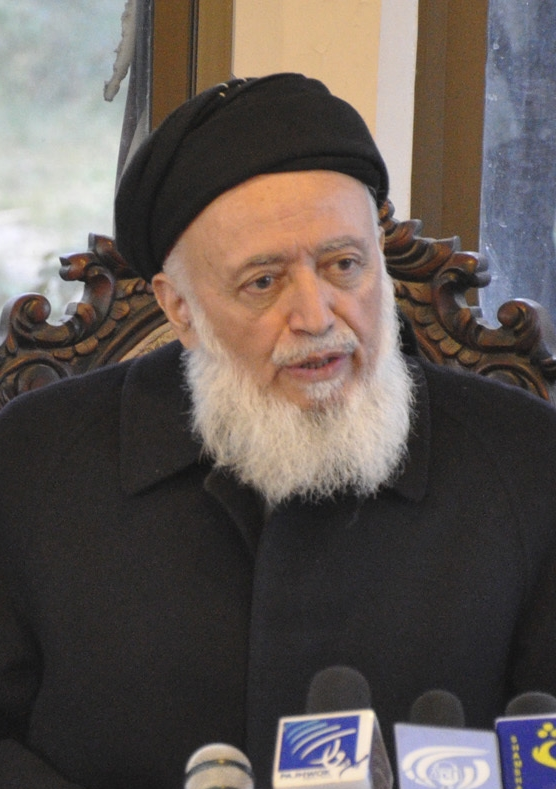
ブルハーヌッディーン・ラッバーニー／9月20日没

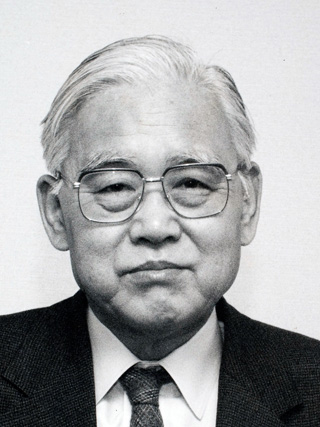
細谷千博／9月21日没

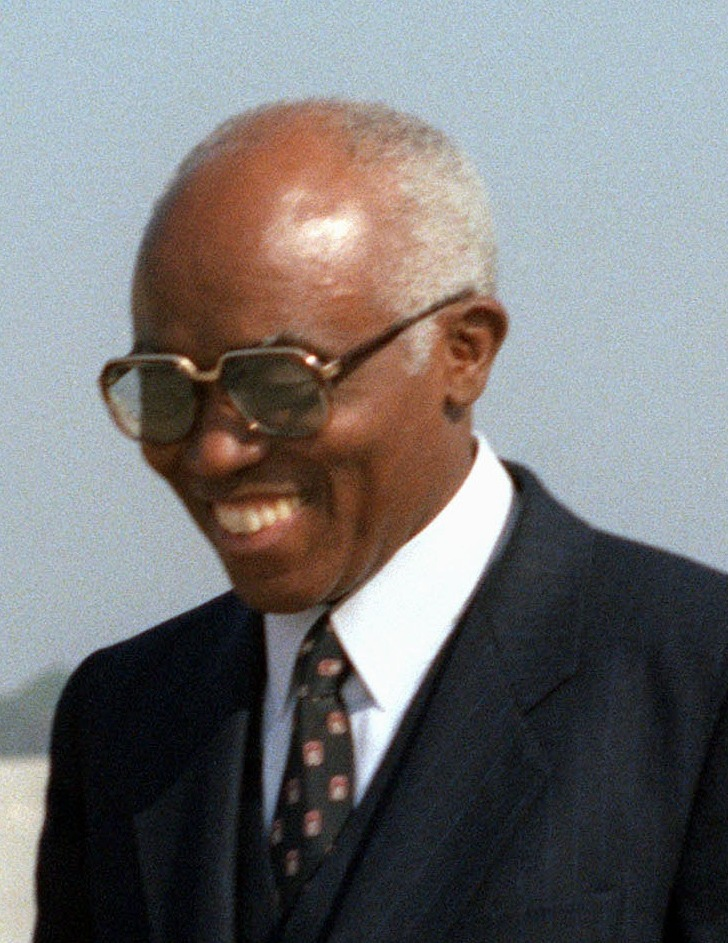
アリスティデス・ペレイラ／9月22日没

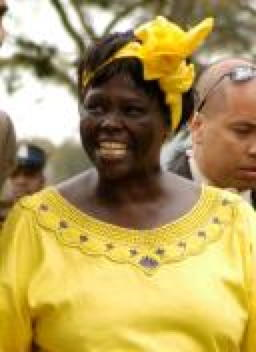
ワンガリ・マータイ／9月25日没

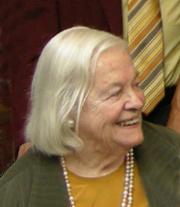
ヘラ・S・ハーセ／9月29日没

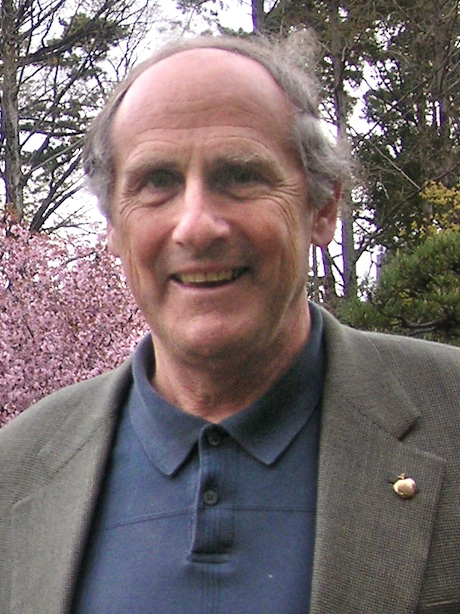
ラルフ・スタインマン／9月30日没

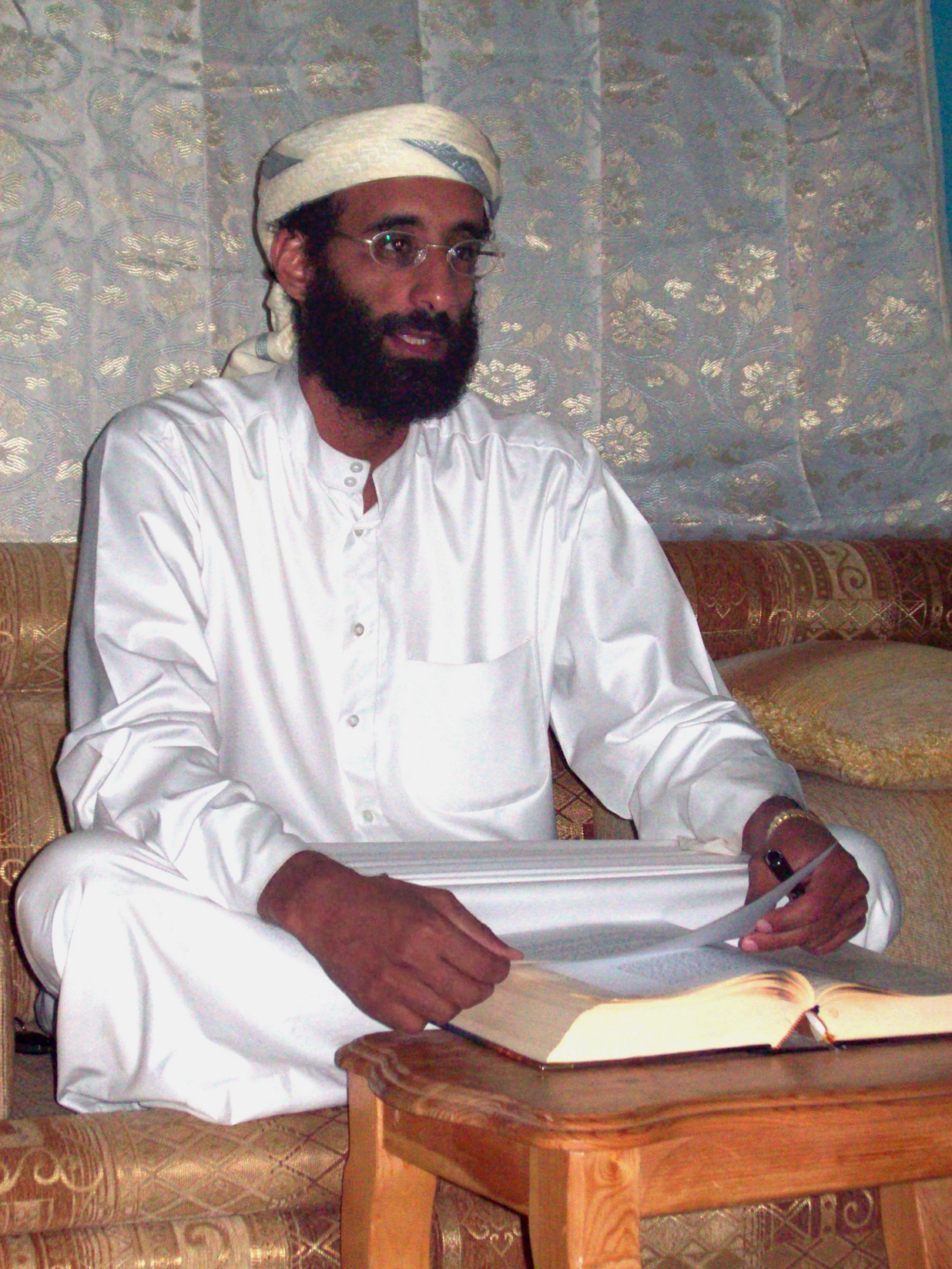
アンワル・アウラキ／9月30日没

- 9月16日 - 米川忠吉、航空自衛官、第19代航空幕僚長（* 1932年）[34]
- 9月17日 - 上田稔、日本の政治家、建設官僚、元自由民主党参議院議員、第15代環境庁長官（* 1914年）[35]
- 9月17日 - コラ・ヴォケール、フランスのシャンソン歌手（* 1918年）[36]
- 9月17日 - チャールズ・パーシー、アメリカ合衆国の政治家、アメリカ合衆国議会上院議員【1967年 - 1985年】（* 1919年）[37]
- 9月17日 - 磯野理、日本の映画プロデューサー（* 1939年?）[38]
- 9月18日 - クルト・ザンデルリング、ドイツの指揮者（* 1912年）[39]
- 9月18日 - 藤蔭静樹、日本の舞踏家（* 1926年?）[40]
- 9月18日（遺体発見日） - 中島尚俊、日本の鉄道実業家、北海道旅客鉄道社長（* 1947年）[41]
- 9月20日（遺体発見日） - 白山雅一、日本の声帯模写芸人（* 1924年）[42]
- 9月20日 - 菅井幸雄、日本の演劇評論家（* 1927年）[43]
- 9月20日 - ブルハーヌッディーン・ラッバーニー、アフガニスタンの政治家、初代アフガニスタン・イスラム国大統領（* 1940年）[44]
- 9月20日 - ロバート・ウィテカー、イギリスの写真家（* 1939年）[45]
- 9月21日 - 細谷千博、日本の国際政治学者、一橋大学名誉教授（* 1920年）[46]
- 9月21日 - 杉浦直樹、日本の俳優（* 1931年）[47]
- 9月21日 - 辺見じゅん、日本の歌人、小説家（* 1939年）[48]
- 9月21日 - ポーレット・デュボスト、フランスの俳優（* 1910年）[49]
- 9月22日 - アリスティデス・ペレイラ、ポルトガル領カーボベルデの政治家、初代大統領（* 1923年）[50]
- 9月22日 - ヴェスタ・ウィリアムス、アメリカ合衆国のリズム・アンド・ブルース歌手（* 1963年）[51]
- 9月23日 - 児玉輝代、日本の俳人（* 1926年）[52]
- 9月23日 - 五十嵐喜芳、日本の声楽家、テノール歌手（* 1928年）[53]
- 9月23日 - アキコ・カンダ、日本の舞踏家、ダンサー、振付家（* 1935年）[54]
- 9月24日 - 槙坪多鶴子、日本の映画監督（* 1940年?）[55]
- 9月24日 - 山内賢、日本の俳優（* 1943年）[56]
- 9月25日 - 堂昌一、日本の挿絵画家（* 1926年?）[57]
- 9月25日 - ワンガリ・マータイ、ケニアの政治家、環境保護活動家、ノーベル平和賞受賞者（* 1940年）[58]
- 9月26日 - 大石千八、日本の政治家、元アナウンサー【日本放送協会所属】、元自由民主党衆議院議員、第51代郵政大臣（* 1935年）[59]
- 9月27日 - 小妻要、日本の画家（* 1939年）[60]
- 9月29日 - ヘラ・S・ハーセ、オランダの小説家（* 1918年）[61]
- 9月29日 - 今藤文子、日本の長唄唄方（* 1931年?）[62]
- 9月29日 - 世耕弘昭、日本の教育者、近畿大学理事長（* 1932年）[63]
- 9月29日 - シルヴィア・ロビンソン、アメリカ合衆国の歌手・ソングライター・音楽プロデューサー（* 1936年）[64]
- 9月29日 - 花村菊江、日本の歌手（* 1939年）[65]
- 9月30日 - 高橋紘、日本のジャーナリスト、共同通信社記者（* 1941年）[66]
- 9月30日 - ラルフ・スタインマン、カナダ出身の免疫学者、生物学者（* 1943年）[67]
- 9月30日 - 石川央子、日本のアナウンサー【元静岡放送所属】、フリーアナウンサー（* 1968年）[68]
- 9月30日 - アンワル・アウラキ、アメリカ合衆国出身のイスラム原理主義テロリスト（* 1971年）[69]